# 알코올 도수
알코올 도수는 알코올 음료에 대한 에탄올의 부피 농도를 백분율 (퍼센트)로 표시한 비율이다. 많은 국가에서 표준으로 사용하고 있다. ~도, ~% 혹은 영어식 표현인 alcohol by volume을 줄여서 ~% ABV과 같이 나타낸다. 프랑스의 화학자 조제프 루이 게이뤼삭의 이름을 따서 게이뤼삭 도수라고 부르는 나라도 있다.
알코올 도수 측정에는 알코올 도수계 등이 사용된다.

## 같이 보기
- 부피분율